# Jean Constantin Protain
Jean Constantin Protain, né le 6 janvier 1769 à Paris et mort le 24 décembre 1837 à Paris, est un architecte français.

## Biographie
D'abord attaché à l'ambassade de France à Constantinople, il retourne en France et fait partie de l'expédition d'Égypte. Il accompagne Kléber lorsqu'il celui-ci est assassiné au Caire le 14 juin 1800, et il est lui-même blessé. Il est nommé à l'Institut d'Égypte le 21 janvier 1800, dans la section littérature et arts.
De retour en France, il prépara un grand nombre de planches pour la Description de l'Égypte.